# Andy Palacio
Andy Vivian Palacio (Barranco, distrito de Toledo, Honduras Británica, (hoy Belice), 2 de diciembre de 1960 - Ciudad de Belice, 19 de enero de 2008) fue un músico y cantante beliceño. Alcanzó celebridad a finales de los años ochenta, cuando se convirtió en el músico más conocido de Belice y en un importante defensor de la cultura garífuna.
La orquesta de Palacio, llamada «el Colectivo Garífuna», inventó el «punta rock», música inspirada en la danza tradicional de los garífunas. Palacio cantaba en garífuna, en arawakano, español e inglés. Entre sus cinco discos destacan Nabi en 1990 y Wátima en 2007.
Nombrado embajador cultural de Belice, Palacio fue también administrador adjunto del Instituto Nacional de Cultura e Historia de su país.
Falleció el 19 de enero de 2008 por un paro cardiaco.